# Бабак Олег Якович
Бабак Олег Якович (нар. 3 березня 1952, м. Оріхів Запорізької області — пом. 15 липня 2025) — український лікар, терапевт і гастроентеролог, доктор медичних наук (1992), професор (1993), директор Інституту терапії ім. Л. Т. Малої НАМН України (2003—2012), завідувач кафедри внутрішньої медицини № 1 та клінічної фармакології Харківського національного медичного університету (2003—2021), заслужений діяч науки і техніки України (2001).

## Біографія
Олег Бабак народився 3 березня 1952 року у м. Оріхові Запорізької області.
У 1978 року він закінчив лікувальний факультет Запорізький медичний інститут.
Протягом 1979—1981 років працював лікарем-терапевтом районної лікарні м. Запоріжжя.
У 1982—1984 роках був клінічним ординатором Харківського медичного інституту, і у 1984 році закінчив клінічну ординатуру цього інституту терапії.
У 1984 році став молодшим науковим співробітником філії Українського науково-дослідного інституту кардіології імені академіка М. Д. Стражеска (м. Харків), а у 1985 році став ученим секретарем філії.
У 1986 році він успішно захистив кандидатську дисертацію «Ендогенні та опіоїдні пептиди при порубіжній артеріальній гіпертензії» та здобув наукову ступінь кандидата медичних наук.
Він є учнем та послідовником академіка, доктора медичних наук Любові Малої.
У 1989 році Олег Бабак обійняв посаду старшого наукового співробітника Харківського науково-дослідного інституту терапії, в який було реорганізовано колишню філію Українського науково-дослідного інституту кардіології імені академіка М. Д. Стражеска.
У 1991 році він обійняв як виконувач обов'язків посаду заступника директора з наукової роботи Харківського науково-дослідного інституту терапії МОЗ України, і того ж року був призначений завідувачем відділу гастроентерології цього інституту.
У листопаді 1992 року він захистив докторську дисертацію «Система з'єднувальної тканини печінки, мононуклеарних лейкоцитів крові та кісткового мозку в клініці хронічних гепатитів» та здобув науковий ступінь доктора медичних наук.
У 2003 році Олег Бабак став директором Інституту терапії імені Л. Т. Малої НАМН України і працював на цій посаді до 2012 року.
Того ж, 2003, року він також став завідувачем кафедри внутрішньої медицини № 1 та клінічної фармакології Харківського національного медичного університету. Кафедру внутрішньої медицини № 1 Олег Бабак очолював до 2021 року.
З 2021 року працював професором кафедри внутрішньої медицини № 1 Харківського національного медичного університету.
Він мав вищі кваліфікаційні категорії лікаря у галузях терапії та гастроентерології.
Помер Олег Бабак 15 липня 2025 року.

## Громадська діяльність
Олег Бабак був членом Української гастроентерологічної асоціації, Асоціації гастроентерологів України, Українського товариства терапевтів, Харківського медичного товариства терапевтів та Харківського товариства гастроентерологів.
Протягом 2002—2020 років входив до складу Президії Правління громадської організації «Українська гастроентерологічна асоціація», а у 2014—2017 роках був президентом цієї асоціації.
Також він певний час президентом Українського відділення Всесвітнього товариства гастроентерологів (UEGW), віце-президентом Асоціації гастроентерологів України, членом президії Правління Українського товариства терапевтів та головою комітету по роботі з молодими вченими Української асоціації гастроентерологів.

## Науковий доробок
До сфери наукових інтересів Олега Бабака входили питання фундаментальної та прикладної гастроентерології й гепатології, діагностики та лікування захворювань органів травлення, системного ураження вірусом гепатиту В органів і тканин на підставі вивчення маркерів вірусу в тканині печінки, клітинах периферійної крові та клітинах кісткового мозку.
Він вперше виявив різні типи фіброзуючих реакцій у тканині печінки при хронічних вірусних гепатитах гепатиту В, С та довів, що при вірусних ураженнях печінки порушується баланс цитокінів. Також він запропонував гіпотезу та концепцію системності ураження вірусом гепатиту В і С сполучної тканини печінки, клітин крові та кісткового мозку. Він розробив та впровадив низку методів діагностики і лікування захворювань внутрішніх органів.
Він був автором понад 500 наукових праць, понад 20 монографій, довідників і підручників, понад 30 винаходів, а також підготував понад 20 кандидатів і 8 докторів медичних наук.
Олег Бабак був головним редактором фахових наукових видань «Сучасна гастроентерологія» та «Український терапевтичний журнал», а також редактор журналу «Hepato-Gastroenterology» в Україні.
Праці
- Диагностика и лечение заболеваний органов пищеварения в клинике внутренних болезней. Х., 1991 (співавт.);
- Лекарственные растения, лечебное питание, минеральные воды при заболеваниях органов пищеварения. Х., 1995 (співавт.);
- Фармакотерапия пептических язв желудка и двенадцатиперстной кишки. Х., 1997;
- Helicobacter pylori: досягнення, проблеми, стратегія боротьби в Україні: Метод. рекомендації. Х., 1997 (співавт.);
- Хронические гепатиты. К., 1999;
- Гастроэзофагиальная рефлюксная болезнь. К., 2000;
- Фармакотерапевтический справочник гастроэнтеролога. К., 2000.
- Рациональная диагностика и фармакотерапия заболеваний органов пищеварения: Справочник врача. — К., 2007 (співавт.);
- Внутренняя медицина: Учебник: В 3 т. — К., 2008 (співавт.);
- Клінічна фармакологія: Підруч. для мед. ВНЗ ІV рів. акред. — К., 2008 (співавт.);
- Клінічна фармакологія: Підруч. для мед. ВНЗ ІV рів. акред. — 2-ге вид., перероб. і доп. — К., 2010 (співавт.);
- Рациональная диагностика и фармакотерапия заболеваний внутренних органов: Справочник врача «Семейный врач, терапевт». В 2 т. — К., 2009;
- Рациональная диагностика и фармакотерапия заболеваний внутренних органов: cправочник врача «Гастроэнтеролог». — 3-е изд., перераб. и дополн. — К., 2010 (співавт.)
- Клиническая фармакология / Учебник под ред. О. Я. Бабака, А. Н. Беловола, И. С. Чекмана. — К.: ВСИ «Медицина», 2012. — 728с.
- Алгоритми в практиці гастроентеролога: Довідник / За ред. О. Я. Бабака. — Київ: ТОВ "Бібліотека «Здоров'я України», 2015. — 162 с.
- Бабак О. Я. Рациональная диагностика и лечение заболеваний внутренних органов: Медицинский справочник — Том І / под ред. А. Н. Беловола, Г. Д. Фадеенко.- К.: ООО Библиотека «Здоровье Украины», 2018. — 554с.
- Бабак О. Я. Рациональная диагностика и лечение заболеваний внутренних органов: Медицинский справочник. — Том ІІ / под ред. А. Н. Беловола, Г. Д. Фадеенко. — К.: ООО Библиотека «Здоровье Украины», 2018. — 442с.
- Бабак О. Я. International medecine: Critical care — Внутрішня медицина: невідкладна допомога: Підручник для мед.ун-тів, інстит., акад./ Бабак О. Я., Зайченко О. Є., Зелена І. І., Просоленко К. О., Железнякова Н. М. Біловол О. М., Златкіна В. В., Немцова В. Д., Шапошнікова Ю. М. — Харків: ХНМУ.-2018. — 368с.
- Бабак О. Я. Гастроентерологія: підручник у 2-х томах. — Т. 2 / Г. А. Анохіна, О. М. Герасименко, Н. Б. Губергріц, А. Е. Дорофєєв, Г. Д. Фадєєнко. — Поліум, Кіровоград — 2017. — 432 с.

## Відзнаки і нагороди
- Орден «За заслуги» III ступеня (2008) «за значний особистий внесок у розвиток охорони здоров'я, впровадження сучасних методів діагностики і лікування, високий професіоналізм та з нагоди Дня медичного працівника»[6]
- Заслужений діяч науки і техніки України (2001)
- Почесна грамота Верховної Ради України (2005)
- Почесна грамота Президії Академії медичних наук України (2007, 2009)
- диплом Академії медичних наук України за найкращу науково-дослідницьку роботу (1998, 2007)
- Лауреат Всеукраїнського конкурсу «Ділова людина України» (2004)
- Лауреат регіонального конкурсу «Харків'янин року» (2004—2009)
- Почесна відзнака Харківської обласної ради «Слобожанська слава» (2010)
- Лауреат премії «Man of the year» American Biographical Institute